# نسيم خاكسار
نسيم خاكسار (بالفارسية: نسيم خاكسار) (1 يناير 1944 في عبادان، إيران) كاتب ومؤلف وناشط سياسي إيراني يعيش في هولندا.

## سيرة شخصية
عند حصول نسيم على شهادة التدريس من الكليات في أصفهان وحمدان، قام بالتدريس في قرى في منطقة عبادان وبوير أحمدي في جنوب إيران حتى اعتقاله بسبب نشاط سياسي في عام 1968. بقي في السجن لمدة 8 سنوات.

## النشاط الأدبي
بدأ خاكسار كتابة الروايات في عام 1966. كتب القصص القصيرة والروايات والمسرحيات والشعر والنقد وأدب السفر. تُرجمت مجموعتين من قصصه القصيرة، بقالة خرزفيل و بين بابين، ونشرت باللغة الهولندية بالإضافة إلى روايته طواحين الهواء والرموش. كما تم ترجمة ونشر مجموعة من مسرحياته تحت السقف ورواية رحلاته إلى طاجيكستان باللغة الهولندية في هولندا. إلى جانب ذلك، تمت ترجمة عدد من قصصه ومسرحياته ومقالاته إلى الألمانية والإنجليزية والفرنسية والسويدية.

### المنفى
حُكم عليه بمغادرة إيران بعد الانقلاب والثورة، ليعيش في هولندا حتى الآن. منذ أن بدأ نسيم حياته في المنفى، كان صوتًا واضحًا لتجارب ملايين الإيرانيين الذين اضطروا إلى التكيف مع الحياة في أراضٍ غير مألوفة. لقد كان بارعًا بشكل خاص في إظهار مشاعر التفكك، وفقدان اللغة، وعدم القدرة على التعبير عن الذات والمشاعر التي ترافق تجربة المنفى.

## المؤلفات

### كتب منشورة في إيران
- 1970 «دعونا نقرأ معا»
- 1973 «أعرف أن الأطفال يحبون الربيع القادم»
- 1979 مجموعة «جنين» القصص القصيرة
- 1979 «إذا كان الناس يحبون بعضهم البعض»
- 1980 مجموعة «الخبز والزهور» للقصص القصيرة
- 1981 مجموعة «قصيدة، شجرة، طفل» من القصائد.
- 1981 «الخطوات الواجب اتخاذها». رواية
- 1982 «المفكر الصغير». مجموعة من القصص القصيرة.
- 1983 قصة «أحب السلام» للأطفال [1]

### كتب منشورة في أوروبا
- 1987 «رجال الأمس» قصص مترابطة
- 1987 «المسرحيات الثلاث»
- 1988 مجموعة «بقال خرزافيل» من القصص القصيرة عن المنفى.
- 1988 مجموعة «حب الحاج آغا» من القصص القصيرة
- 1989 «قصة الزقاق المتعرج والنساء الأربع العجائز». قصة للاطفال.
- 1989 مجموعة «قصيدة من أجل صديق» قصائد
- 1989 «الحرف الأخير». لعب
- 1990 «قفص باروت جاهان خانوم». رواية
- 1991 «الصوت المتغير». مجموعة من المراجعات والمقالات والمحاضرات عن الفن والأدب.
- 1994 «رحلة إلى طاجيكستان». مجلة السفر
- 1996 «غزال في الثلج». مجموعة من القصص القصيرة.
- 1996 «الصدمات والسياط». رواية